# János Kajdi
János Kajdi (Szombathely, 30 dicembre 1939 – Budapest, 10 aprile 1992) è stato un pugile ungherese.

## Palmarès

### Olimpiadi
- 1 medaglia:
  - 1 argento (Monaco di Baviera 1972 nei pesi welter)

### Europei dilettanti
- 4 medaglie:
  - 2 ori (Mosca 1963 nei -60 kg; Madrid 1971 nei -67 kg)
  - 2 bronzi (Belgrado 1961 nei -60 kg; Roma 1967 nei -63,5 kg)